# Max Léons
Max Nico Léons (Rotterdam, 24 november 1921 – Amsterdam, 2 november 2019) was een Nederlands verzetsstrijder. 

## Biografie
Als kind uit een liberaal joods gezin weigerde hij in 1942 een baantje bij de Joodsche Raad. Kort erop werd de familie opgeroepen zich te melden voor deportatie naar Polen. Overtuigd als hij was dat alle Joden vermoord zouden worden, adviseerde de jonge Léons (toen 20 jaar) zijn ouders om onder te duiken. Dat gebeurde op 12 juli 1942.
Na diverse omzwervingen belandde Léons begin 1943 in het grotendeels gereformeerde Drentse dorp Nieuwlande. Hij legde zich niet neer bij zijn positie als onderduiker. Onder zijn schuilnaam Nico (zijn tweede voornaam) integreerde hij in de lokale bevolking en ging zelfs bij het verzet. Eendrachtig samenwerkend met domineeszoon Arnold Douwes (ook een onderduiker) zocht hij in de wijde omgeving adressen voor nieuwe onderduikers, bracht die onderduikers daar onder en onderhield alle contacten die nodig waren om die situatie te laten voortduren. Zo runden beide onderduikers het meest vreedzame deel van de almaar uitdijende organisatie van Johannes Post, de vermaarde verzetsstrijder die zelf de kant van het gewapende verzet had gekozen. Ze redden honderden joden – meest kinderen – het leven.
In het voorjaar van 1944 dook Léons definitief onder. De grond werd hem te heet onder de voeten. Korte tijd later werd Johannes Post gearresteerd en gefusilleerd. In het najaar werd ook Douwes opgepakt en in gevangenschap gemarteld.
Na de bevrijding werd Léons herenigd met zijn ouders en broer en zus. Het hele gezin had de oorlog en de onderduik overleefd.
Enkele jaren later begon Léons een eenmanszaak als verzekeringsagent.
In 1985 werd het dorp Nieuwlande collectief onderscheiden door de Israëlische herdenkingsorganisatie Yad Vashem. Arnold Douwes was al onderscheiden. Als jood kon Max Léons niet door Yad Vashem worden onderscheiden. Voor een jood is het namelijk een mitswa, een plicht, om andere joden te redden. Op 23 november 2011 ontving hij als eerste buiten Israël een onderscheiding van The Jews Rescued Jews during the Holocaust Committee en de The B’nai B’rith World Center.
Op 4 mei 2011 legde Léons samen met koningin Beatrix een krans bij het Nationaal Monument op de Dam ter gelegenheid van Nationale Dodenherdenking. 
Max Léons overleed in november 2019 twintig dagen vóór zijn 98e verjaardag.